# Russkaja Poljana (Omsk)
Russkaja Poljana (russisch Ру́сская Поля́на) ist eine Siedlung städtischen Typs in der Oblast Omsk in Russland mit 5922 Einwohnern (Stand 14. Oktober 2010).

## Geographie
Der Ort liegt knapp 140 km Luftlinie südsüdöstlich des Oblastverwaltungszentrums Omsk im südlichen Teil des Westsibirischen Tieflands. Er ist in südlicher und nordwestlicher Richtung etwa 15 km von der Grenze zu Kasachstan entfernt.
Russkaja Poljana ist Verwaltungszentrum des Rajons Russko-Poljanski sowie Sitz der Stadtgemeinde Russko-Poljanskoje gorodskoje posselenije, zu der außerdem die Siedlung bei der Bahnstation Russkaja Poljana gehört (etwa 2 km südlich).

## Geschichte
Der Ort wurde 1907 gegründet. Der Name steht im Russischen für Russische Lichtung, obwohl der Ort in weitgehend waldfreiem Steppengebiet liegt. 1935 wurde Russkaja Poljana Verwaltungssitz eines nach ihm benannten, aus dem benachbarten Pawlogradski rajon ausgegliederten Rajons. Zugleich erhielt es den Status einer Siedlung städtischen Typs.

### Bevölkerungsentwicklung
| Jahr | Einwohner |
| ---- | --------- |
| 1939 | 1525      |
| 1959 | 3568      |
| 1970 | 5172      |
| 1979 | 6252      |
| 1989 | 7997      |
| 2002 | 6532      |
| 2010 | 5922      |

Anmerkung: Volkszählungsdaten

## Verkehr
Russkaja Poljana ist Endpunkt der Regionalstraße 52K-3, die den Ort von Omsk kommend über das nördlich benachbarte Rajonzentrum Pawlogradka erreicht. Zwischen Pawlogradka und Russkaja Poljana führt die Straße knapp 10 km über kasachisches Territorium, ohne Ortschaften zu berühren. In südlicher Richtung verläuft die Straße von Russkaja Poljana weiter als 52A-2 zu einem Grenzübergang nach Kasachstan, und dort weiter zur Siedlung Ertis am Irtysch, in Richtung Pawlodar.
Zwei Kilometer südlich der Siedlung befand sich die gleichnamige Bahnstation bei Kilometer 305 der Strecke Kökschetau – Irtyschskoje (Bolschegriwskoje), Teilabschnitt der ursprünglichen „Mittelsibirischen Magistrale“, der 1965 als letzter fertiggestellt wurde. Nach dem Zerfall der Sowjetunion wurde der wenig befahrene, eingleisige und nicht elektrifizierte Teilabschnitt unterbrochen und auf der kasachischen Seite in den 1990er-Jahren von Kischkeneköl (bis 1997 Ksyltu) bis zur Grenze stillgelegt und später abgebaut. 2005 wurde auch der russische Abschnitt, auf dem es zuvor nur noch Güterverkehr gab, stillgelegt und später ebenfalls von Russkaja Poljana bis zur Staatsgrenze abgebaut.

## Söhne und Töchter des Ortes
- Alexander Schreider (* 1985), Biathlet